# سوان (ارمنستان)
سِوان (به ارمنی: Սևան) یک شهر در ارمنستان است که در استان گغارکونیک واقع شده‌است.  در  کیلومتری شمال گاوار، مرکز استان گغارکونیک واقع شده است. این شهر تا سال ۱۹۳۵ یلنوفکا (Yelenovka) نامیده می‌شد.

## خصوصیات
سوان ۸٫۵ کیلومترمربع مساحت و ۱۹٬۲۲۹ نفر جمعیت دارد و ۱٬۹۰۵ متر بالاتر از سطح دریا واقع شده‌است.  در  کیلومتری شمال گاوار، مرکز استان گغارکونیک واقع شده است.

## نگارخانه

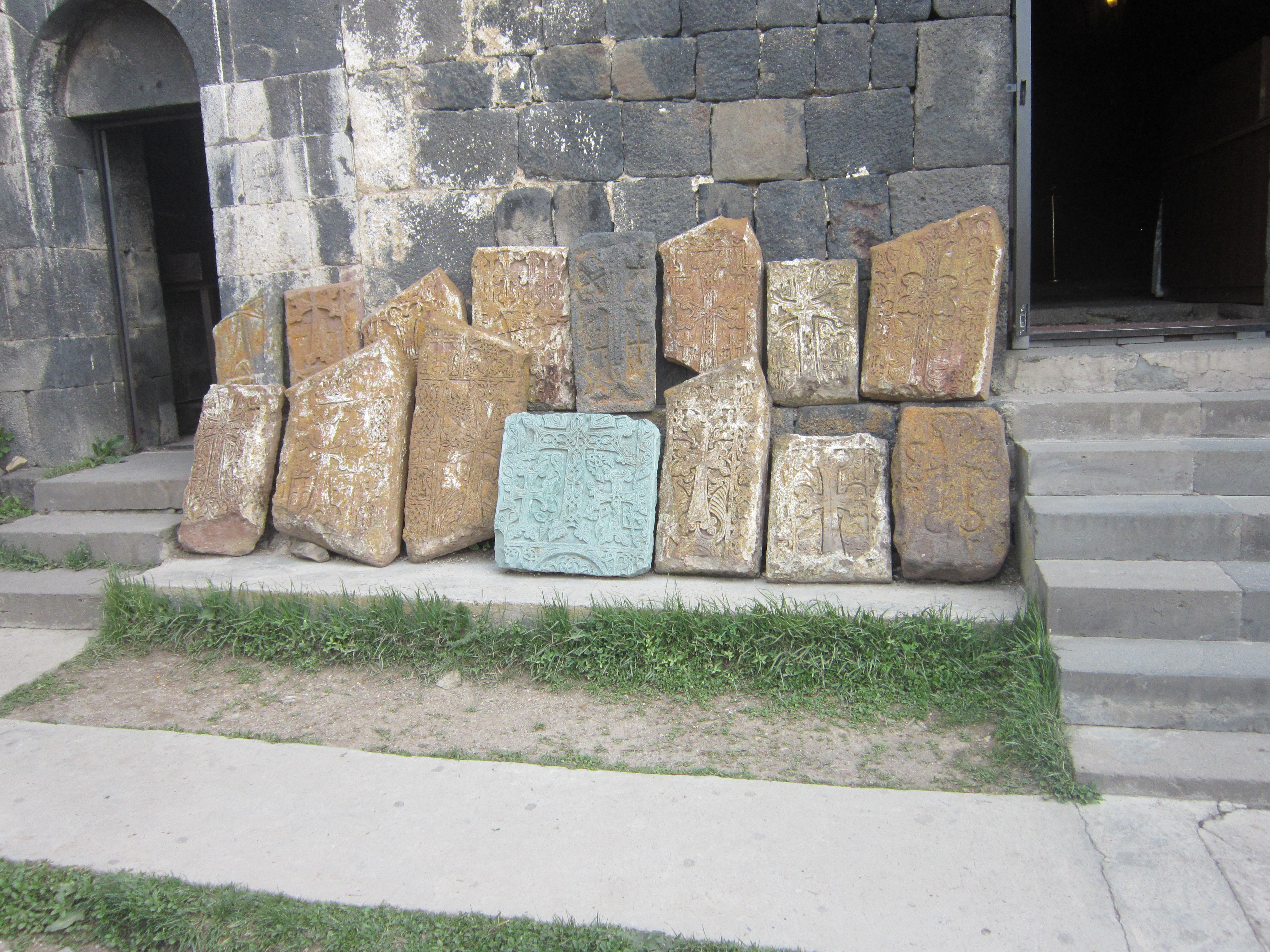
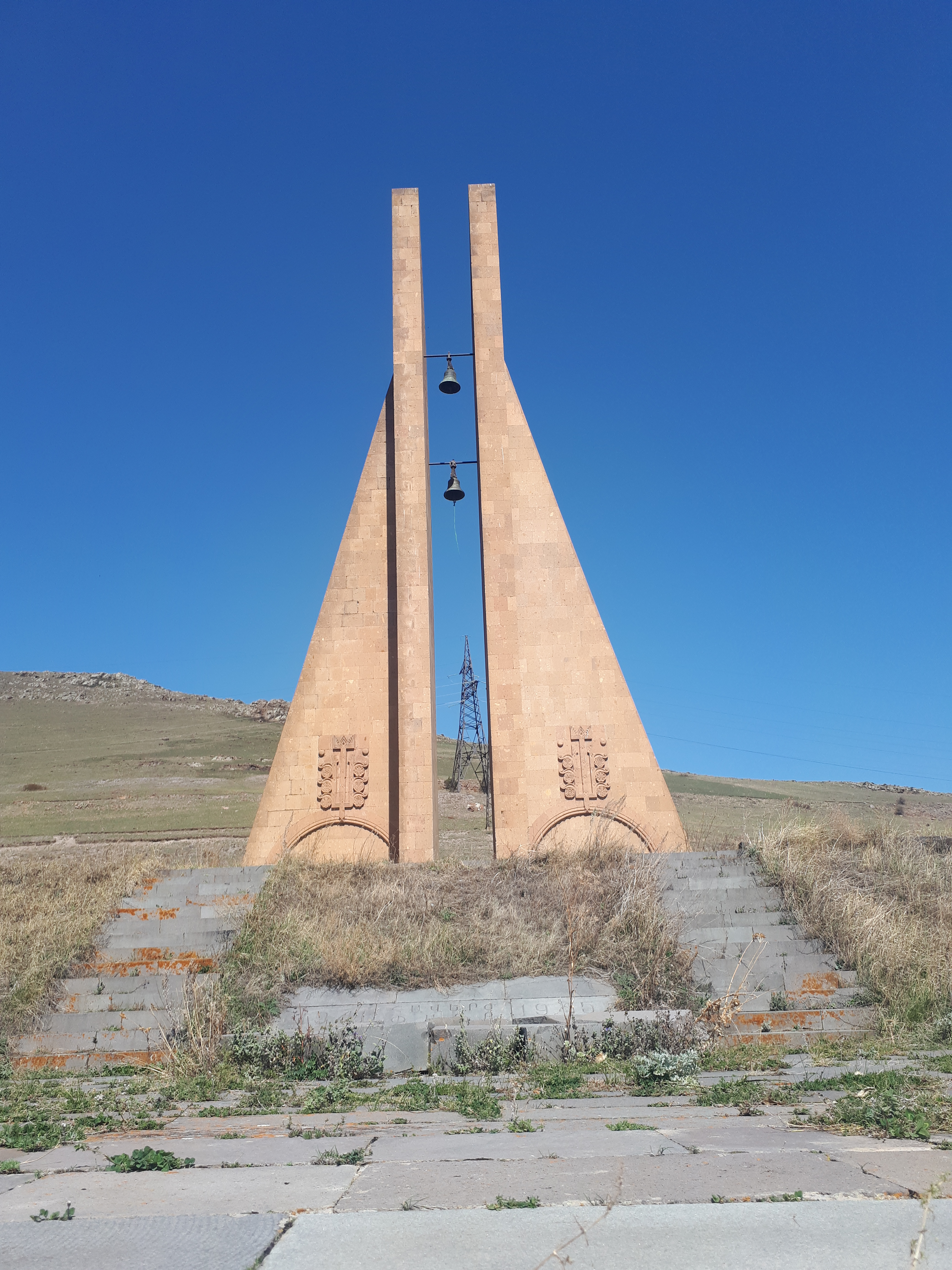
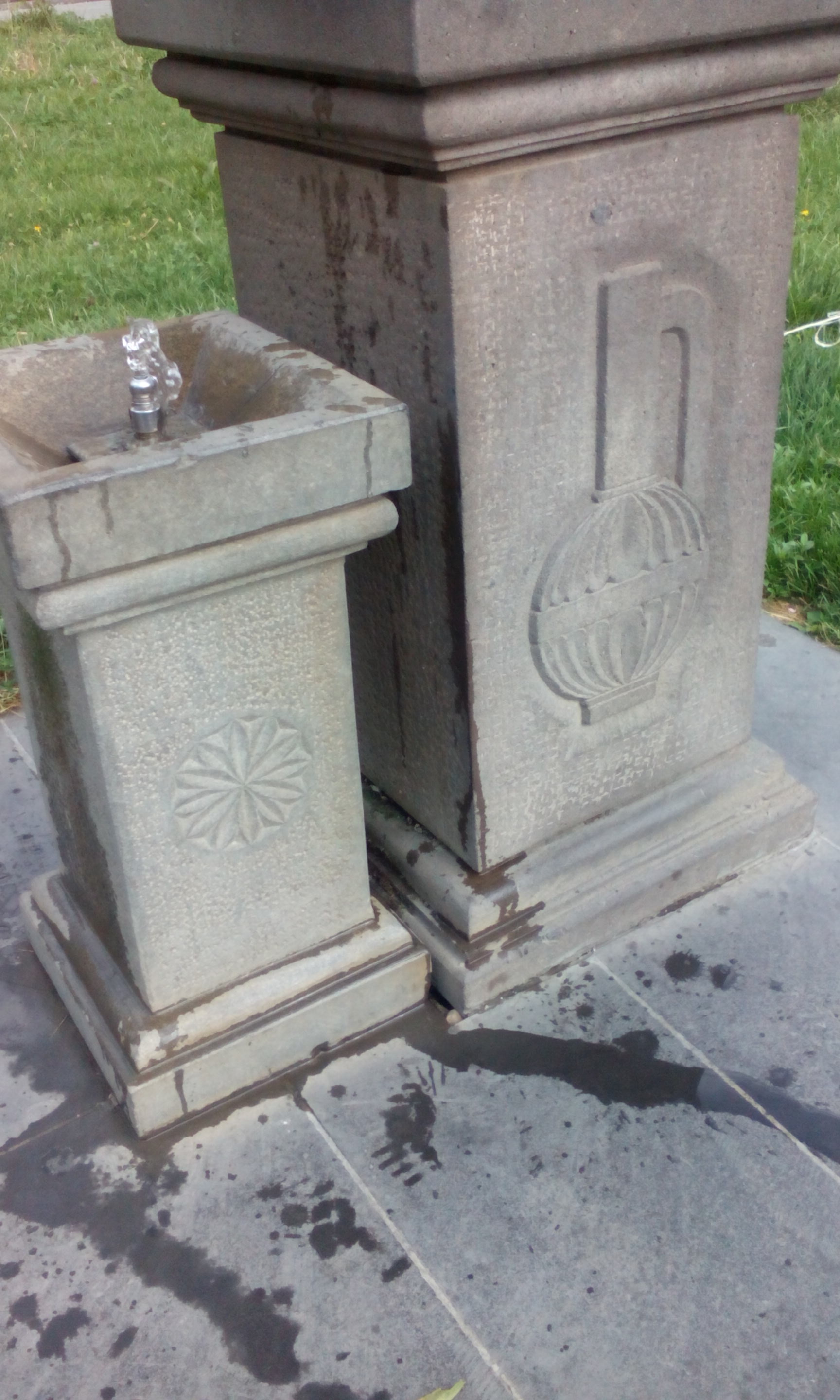
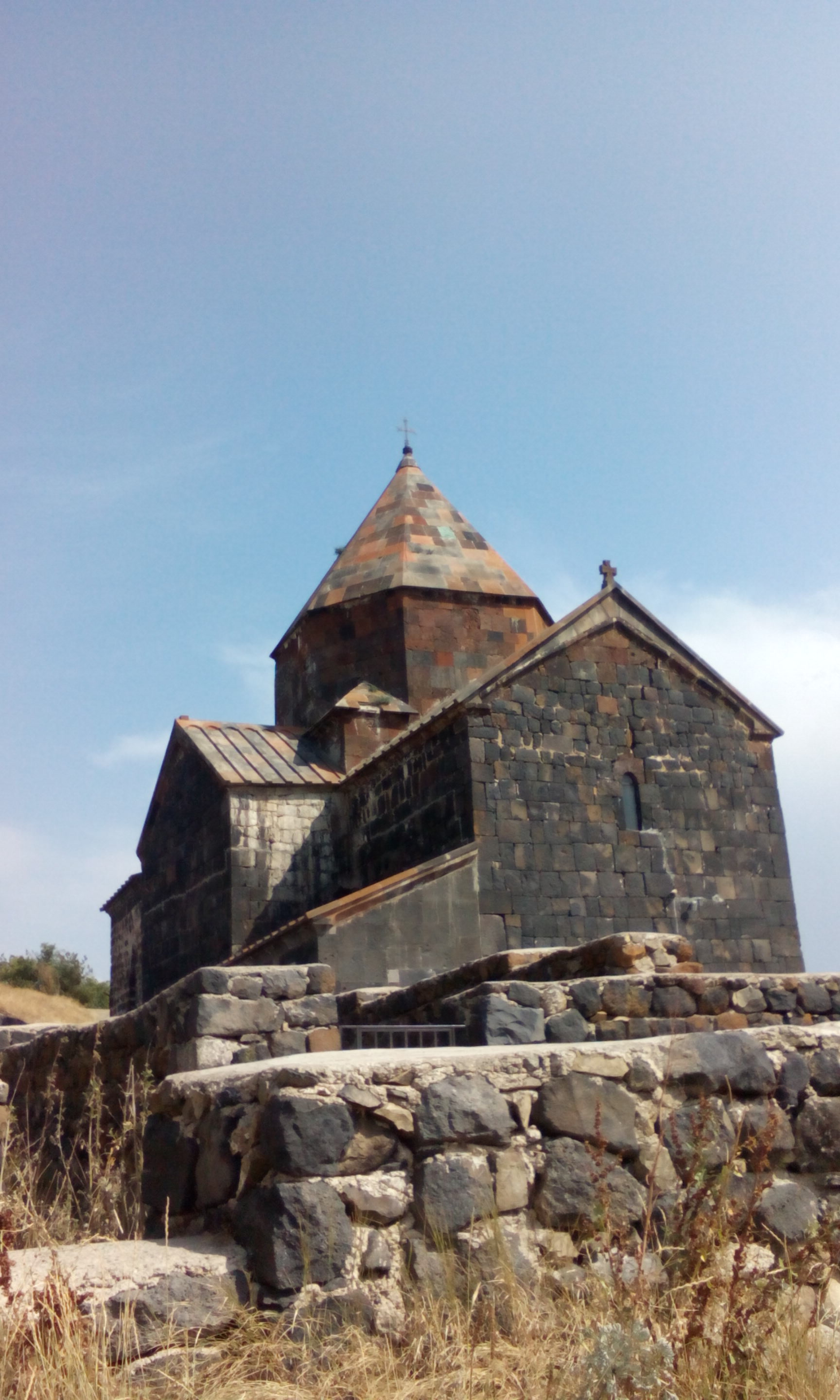
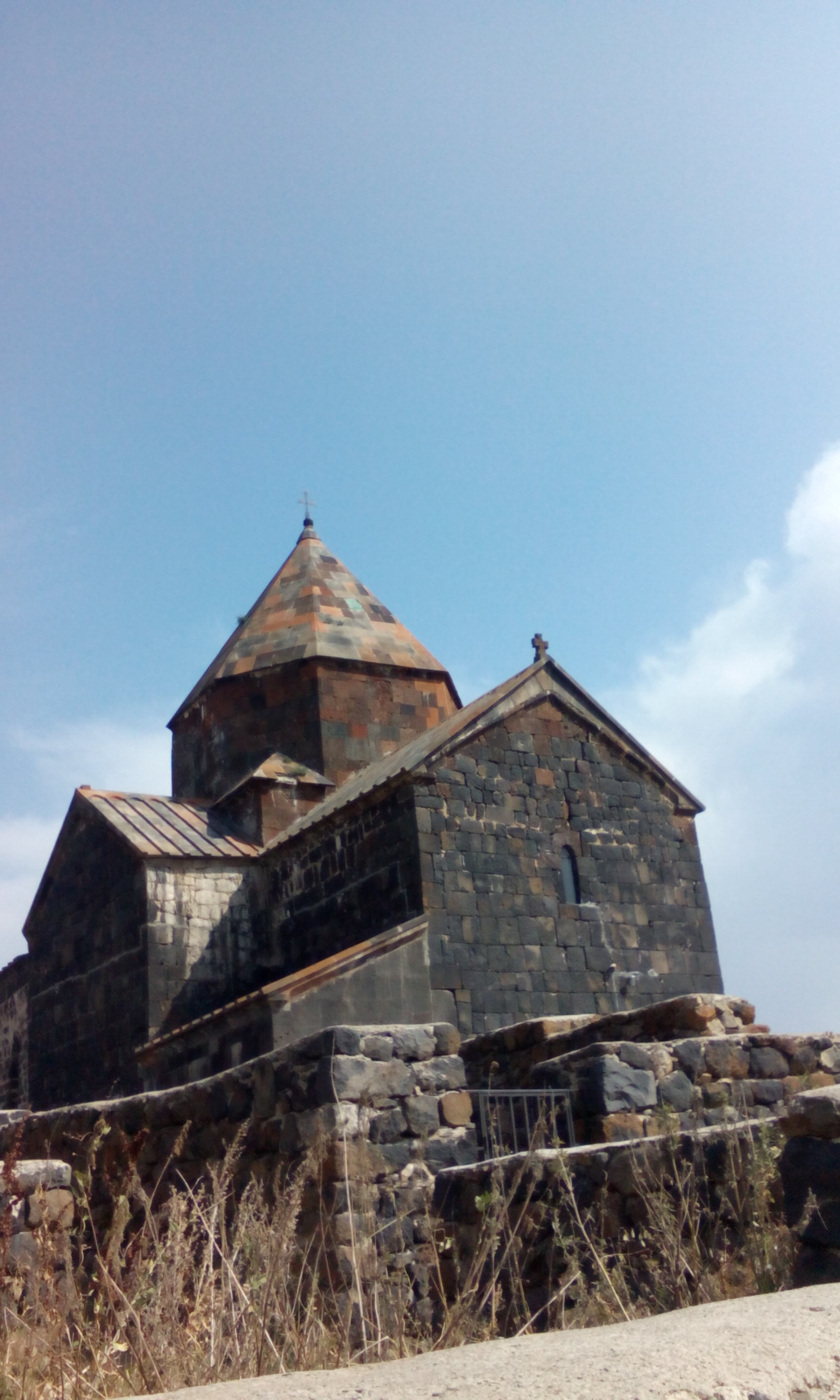
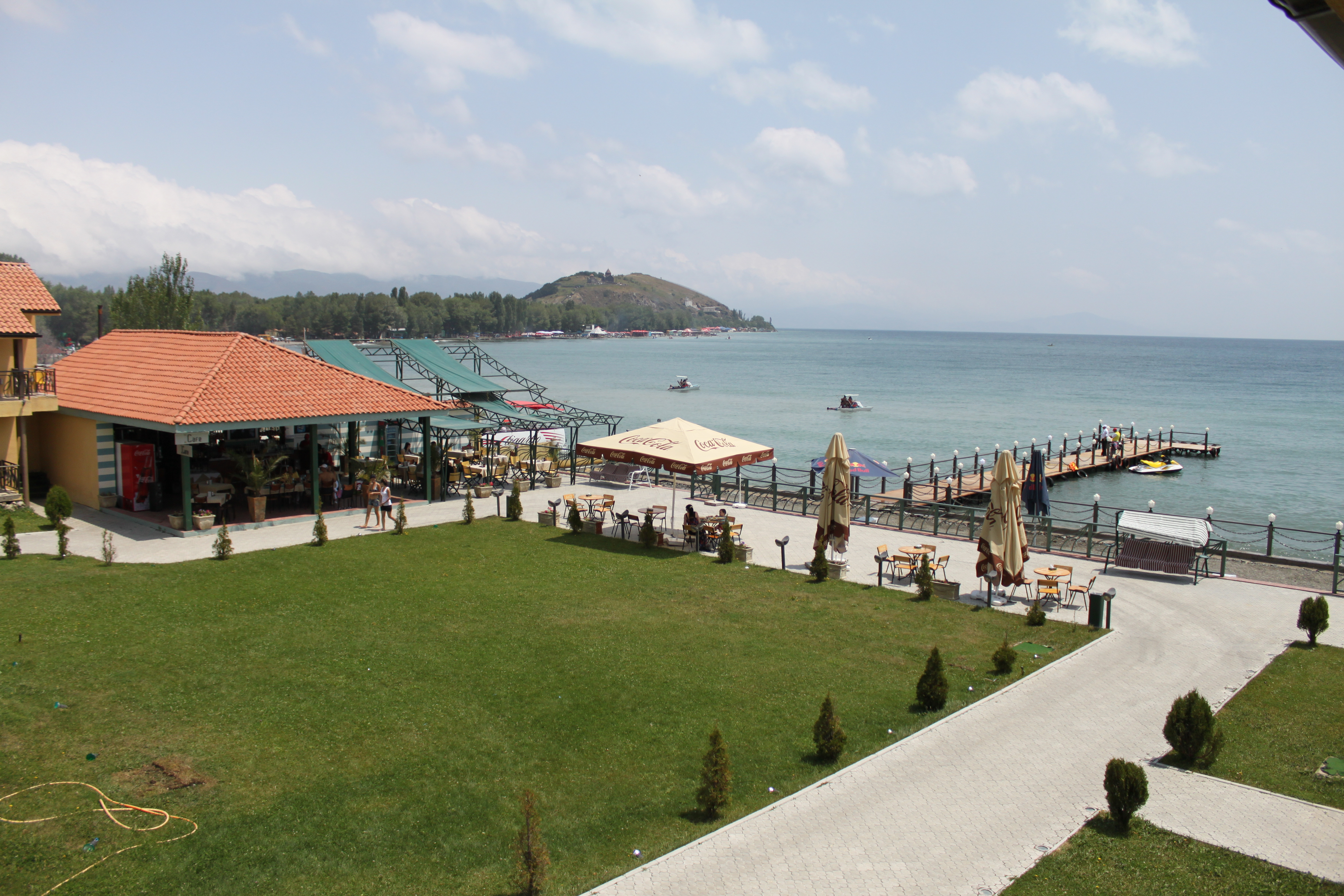
توریسم در سوان
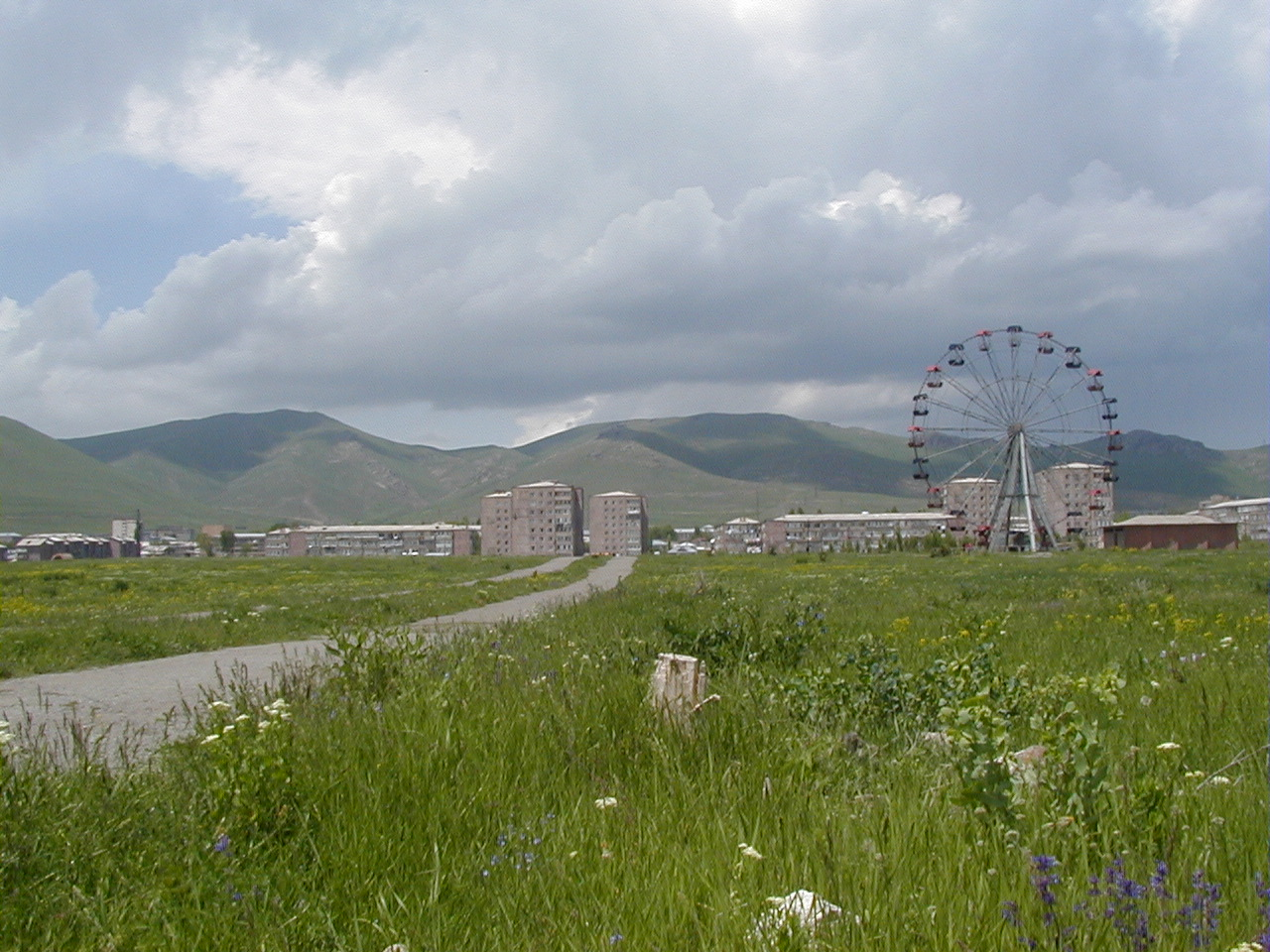
بهار در سوان
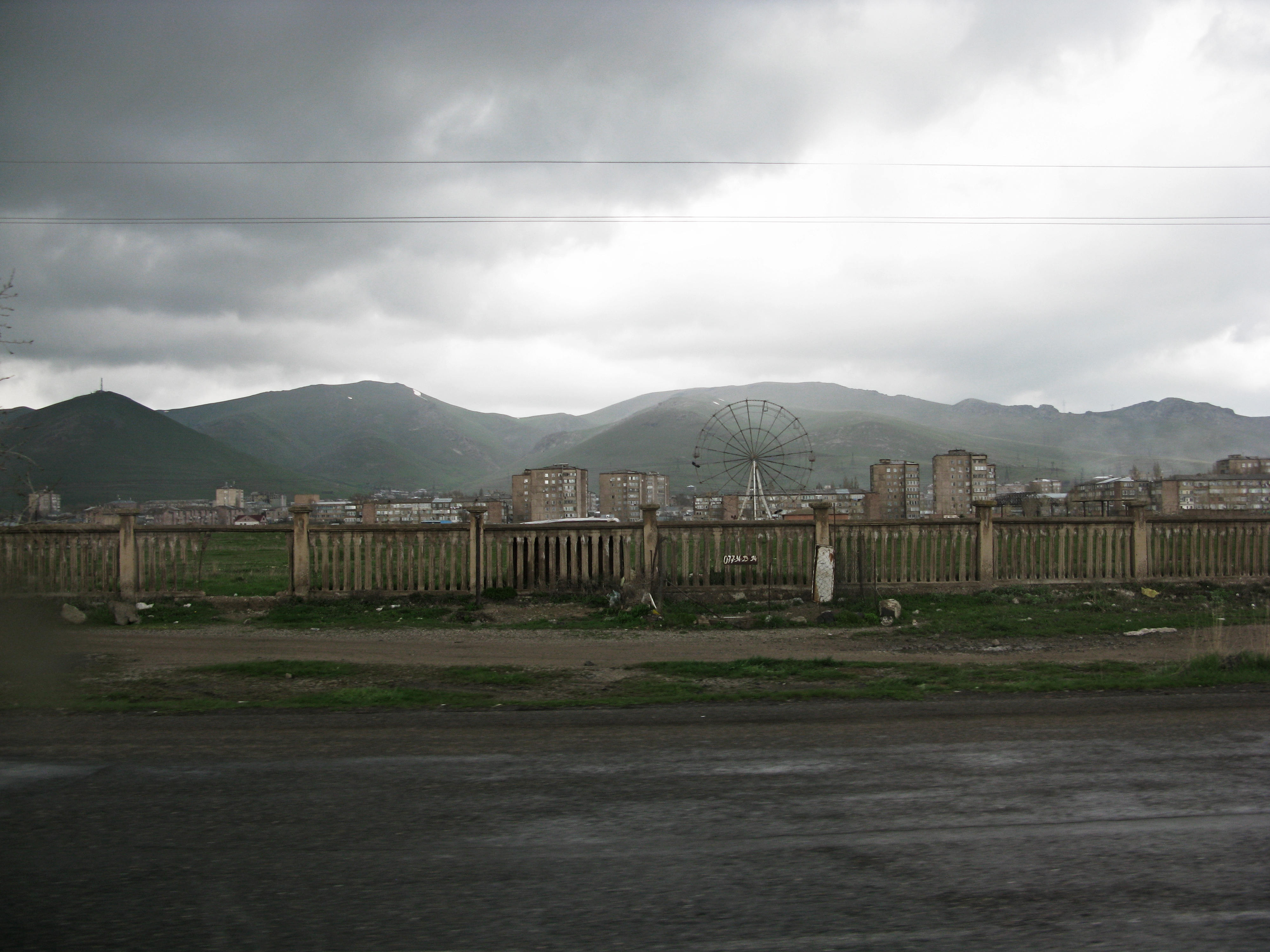
Dusk over the city
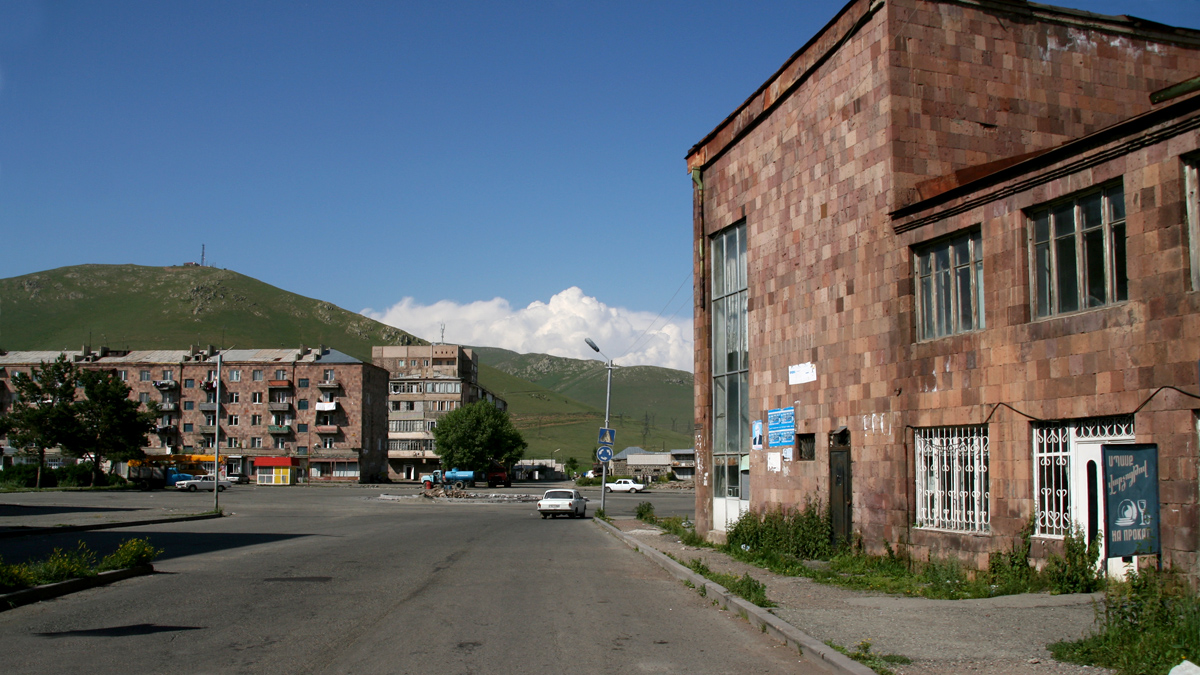
میدان شهرک
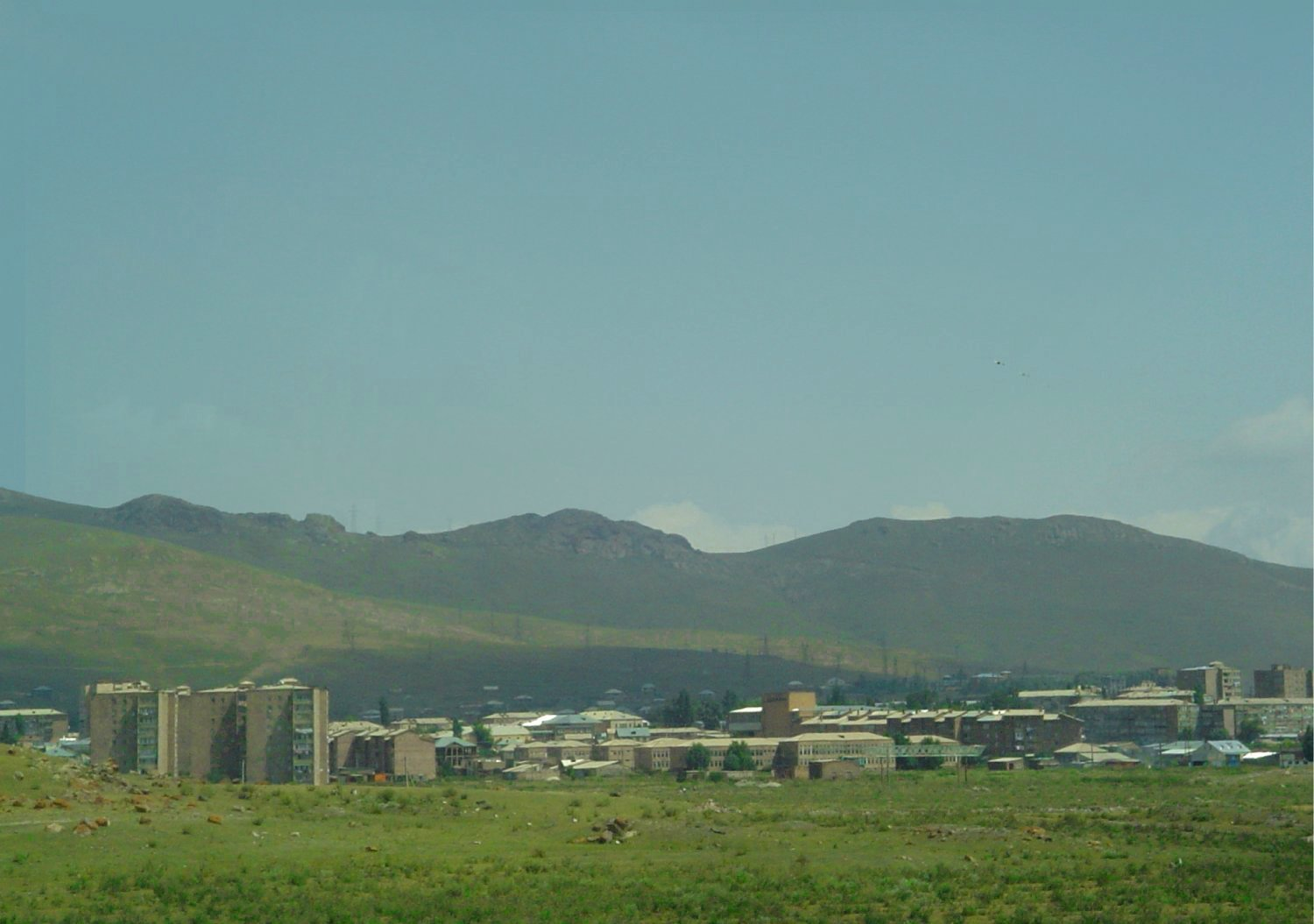
نمای عمومی
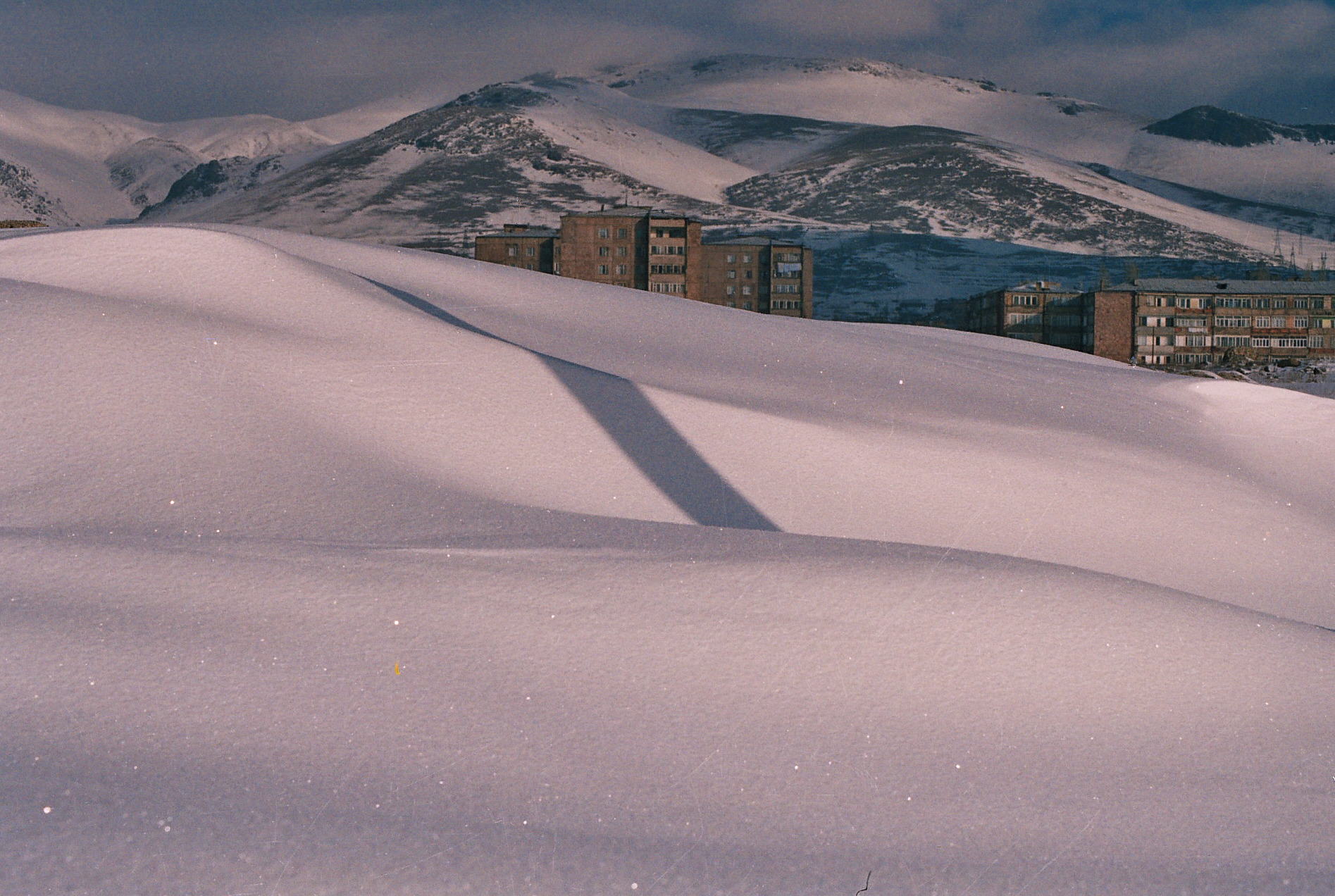
زمستان در سوان
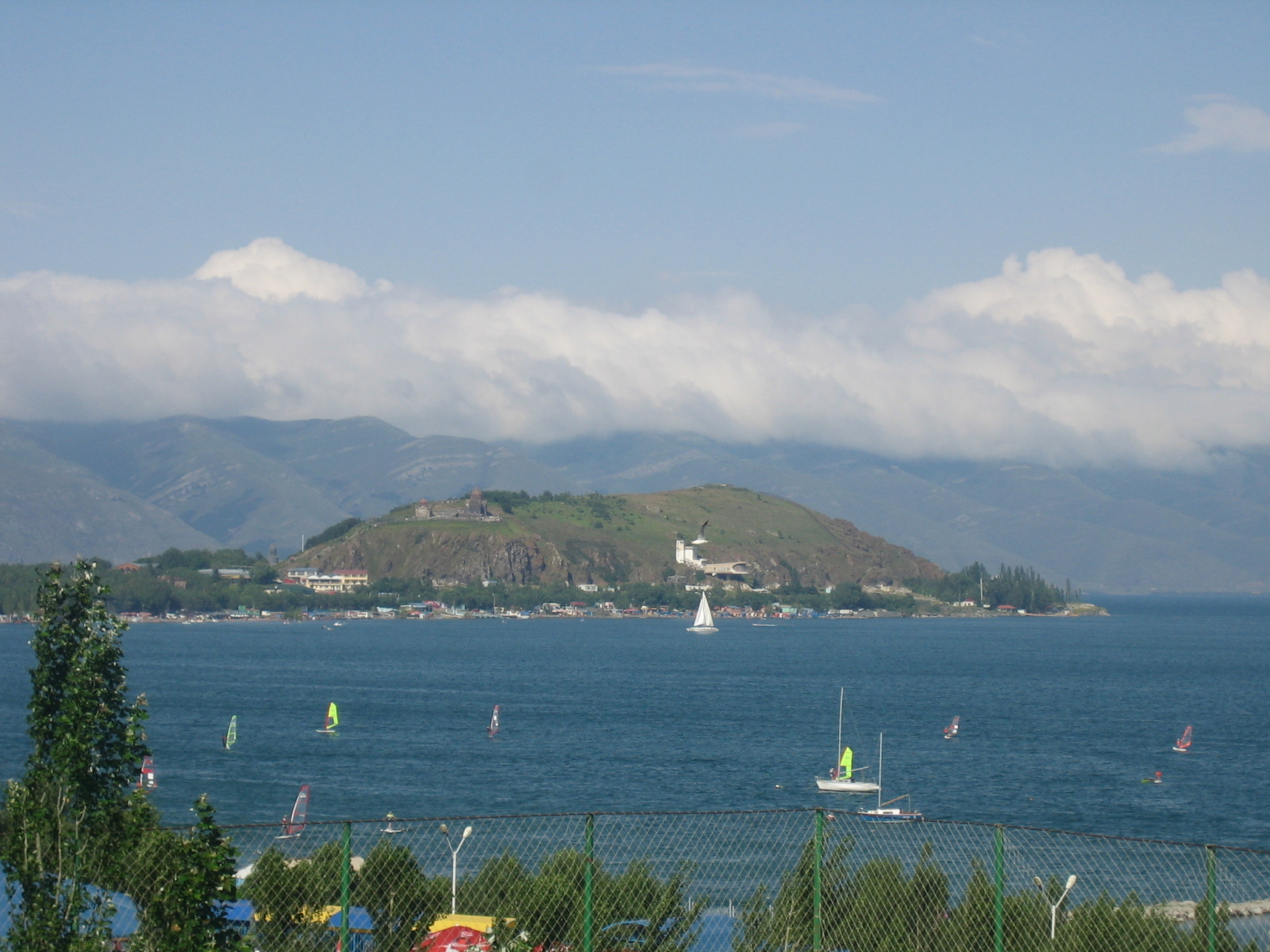
The peninsula near the city
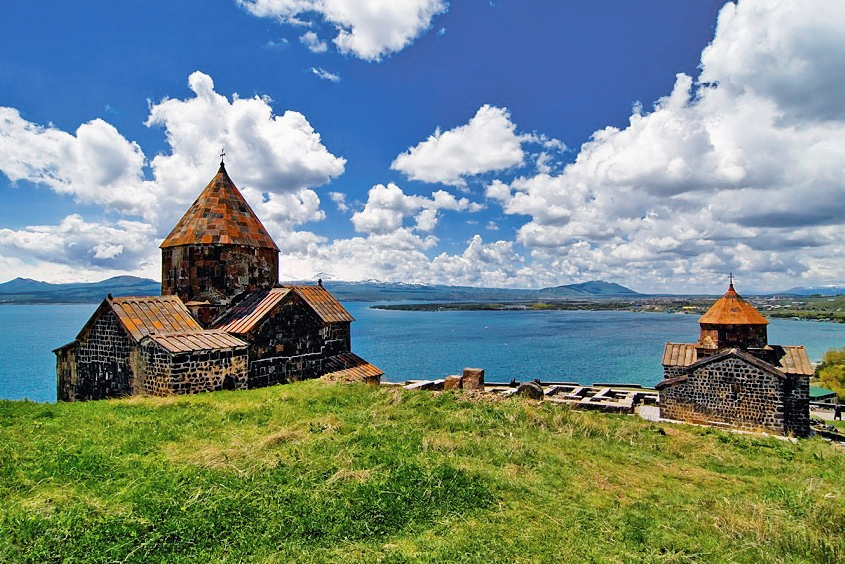
سواناوانک
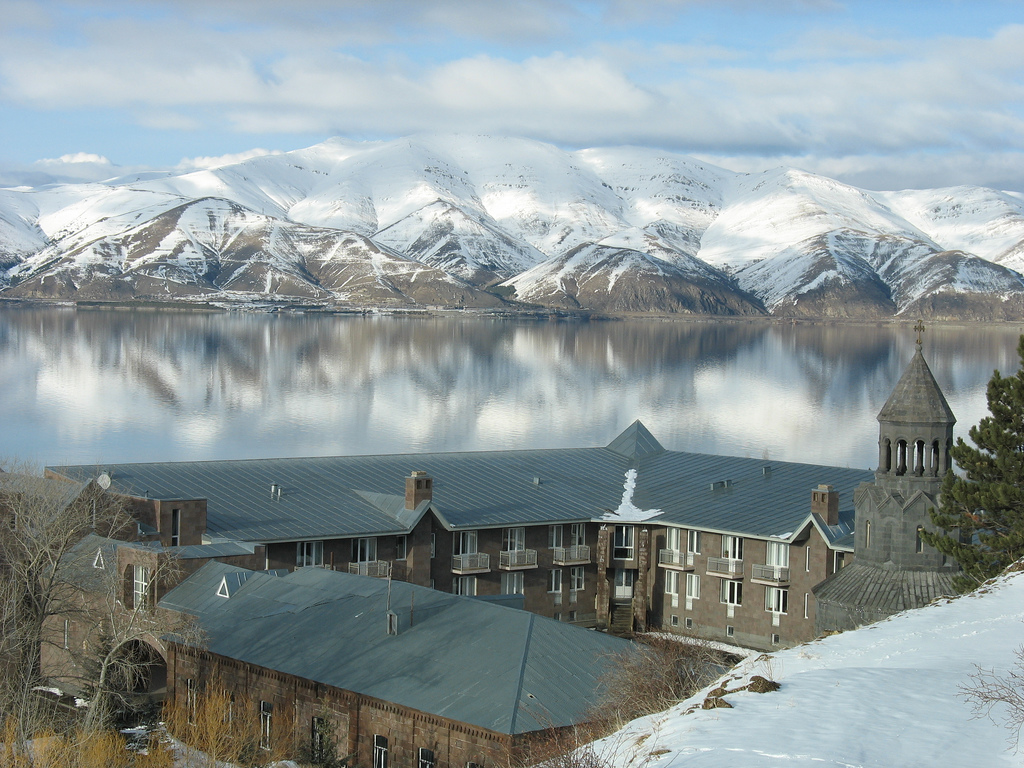
Vaskenian Theological Academy
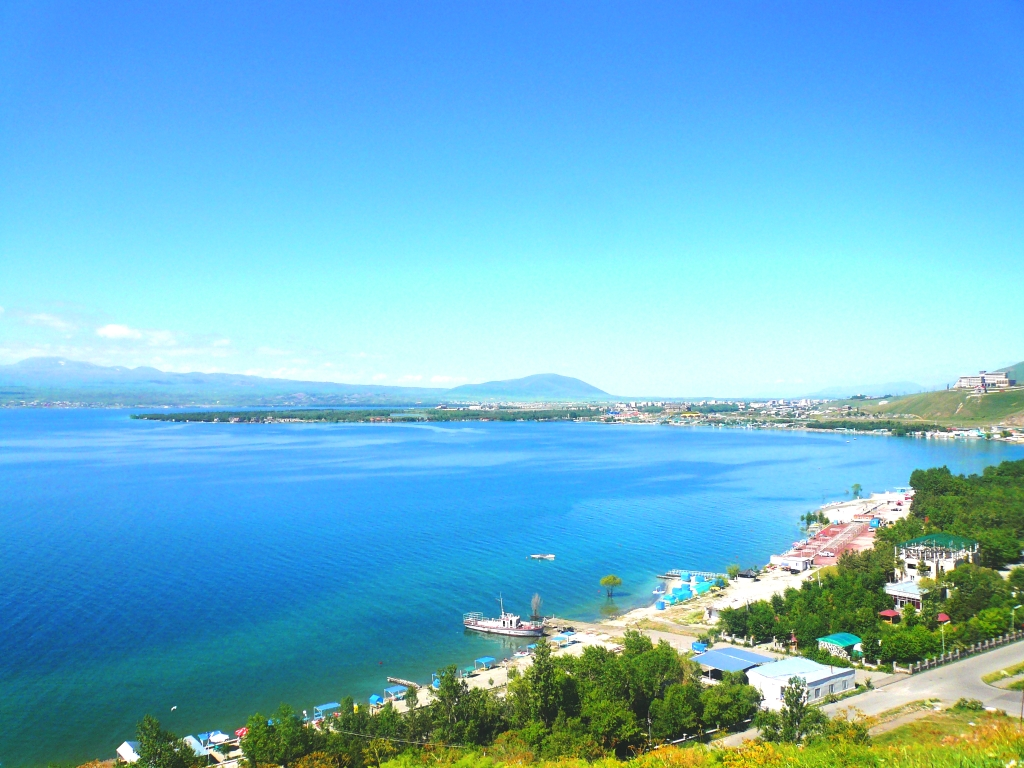
ساحل دریاچه سوان
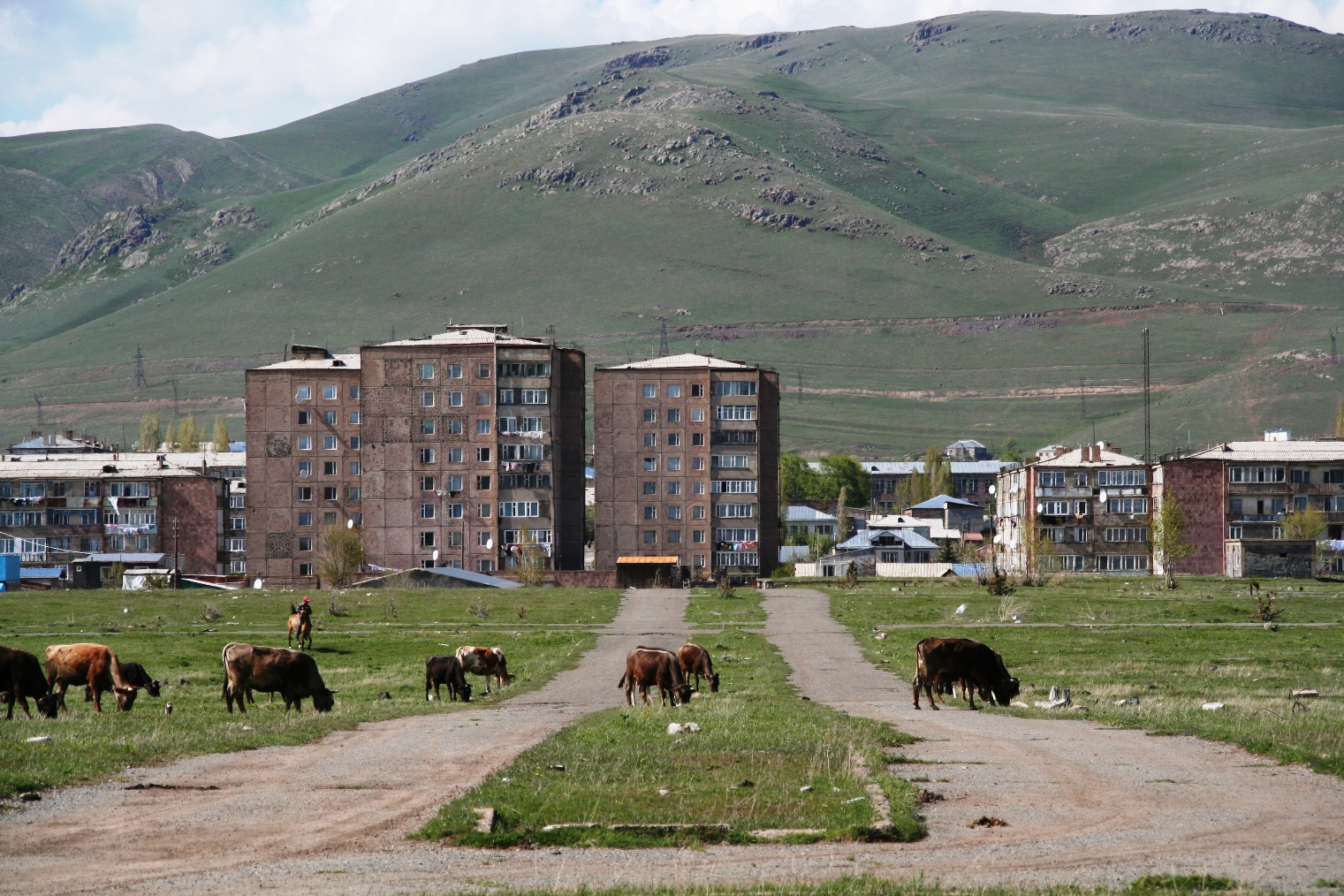
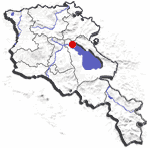